# Dvärgtinamo
Dvärgtinamo (Taoniscus nanus) är en starkt hotad fågel, minst av alla arter i familjen tinamoer.

## Utseende och läten
Dvärgtinamon är som namnet avslöjar en mycket liten tinamo med en kroppslängd på endast 13–16 cm. Den är satt i kroppsbyggnaden med korta ben. Fjäderdräkten är ljust brunbeige med inslag av bandning och streck. Hjässans mitt är mörk, strupen ljus och bukens mitt beigefärgad, medan bröst och buksidorna är ljusare beige med oregelbunden bandning. Olika färgmorfer kan förekomma. Liknande arten småtinamon är större med längre hals och kraftigare bandad. Läget beskrivs som en ljus och nasal, syrselik drill följd av "peet"-toner.

## Utbredning och systematik
Fågeln förekommer i sydöstra Brasilien samt nordöstra Argentina (Misiones). Den placeras som enda art i släktet Taoniscus och behandlas som monotypisk, det vill säga att den inte delas in i några underarter.

## Levnadssätt
Dvärgtinamon bebor busk- och gräsrika fält. Den har noterats ta ryggradslösa djur som terminter och har även setts äta gräsfrön. Ett par i fångenskap lade tre ägg.

## Status
Internationella naturvårdsunionen IUCN bedömer dvärgtinamon som hotad och placerade den i kategorin sårbar fram 2018. Idag har dess hotstatus uppgraderats till starkt hotad. Den förekommer endast i spridda lokaler som visserligen huvudsakligen är skyddade, men de anses ändå inte säkra på grund av förekommande skogsbränder och det ökande hotet att omvandla marken för odling av sojabönor och till eukalyptusplantage. Världspopulationen uppskattas bestå av mellan 2 500 och 10 000 vuxna individer.